# 불멸의 기사
《불멸의 기사》는 유민수의 장편 환타지 소설이다. 나우누리 천리안 등 인터넷에 최초 연재되어 큰 인기를 얻자, [너와나미디어] 출판사를 통해서 7권의 단행본이 출판되었다.

## 소설

### 작품 개요
검은 갑옷과 검은 철가면을 쓰고 다니는 얀 지스카드(Jan Zizka)가 평범한 마을의 사람들을 살육하는 것으로부터 소설이 시작되어,
여타 작품의 주인공과는 구분되는 모습을 보인다.
1부는 명예를 주제로 쓰여져, 오로지 가문의 명예만을 위해 수단과 방법을 가리지 않는 얀 지스카드의 모습을 볼 수 있다.
독자들에게 생각할 거리를 던져주는 소설이다.